# Obojan
Obojan (russisch Обоянь) ist eine Stadt in der Oblast Kursk (Russland) mit 13.565 Einwohnern (Stand 14. Oktober 2010).

## Geografie
Die Stadt liegt im Südteil der Mittelrussischen Platte etwa 60 km südlich der Oblasthauptstadt Kursk bei der Mündung des Flüsschens Obojanka am hohen rechten Ufer des Psjol, eines linken Nebenflusses des Dnepr.
Obojan ist Verwaltungszentrum des gleichnamigen Rajons.

## Geschichte
Nikolai Karamsin bringt in seiner Geschichte des russischen Staates (1818) die in altrussischen Chroniken für 1147 genannte Stadt Wejachan (auch Bejachan) mit der Stadt Obojan in Verbindung, worüber es jedoch keine gesicherten Erkenntnisse gibt.
Das heutige Obojan entstand 1639 als Festung an der damaligen Südgrenze des russischen Reiches. Der Name nach dem ursprünglich Bojan oder Bajan genannten, in den Psjol mündenden Flüsschens ist wahrscheinlich turksprachigen Ursprungs.
1779 wurde das Stadtrecht als Verwaltungszentrum eines Kreises (Ujesds) verliehen.
Im Zweiten Weltkrieg wurde Obojan am 16. November 1941 von der deutschen Wehrmacht besetzt und am 18. Februar 1943 von Truppen der Woronescher Front der Roten Armee im Rahmen der Schlacht um Charkow zurückerobert.

### Bevölkerungsentwicklung
| Jahr | Einwohner |
| ---- | --------- |
| 1897 | 11.832    |
| 1926 | 05.700    |
| 1939 | 07.850    |
| 1959 | 11.894    |
| 1970 | 13.409    |
| 1979 | 14.359    |
| 1989 | 15.360    |
| 2002 | 14.618    |
| 2010 | 13.565    |
| 2021 | 11.844    |

Anmerkung: Volkszählungsdaten (1926–1939 gerundet)

## Kultur und Sehenswürdigkeiten
Das Zentrum von Obojan hat seinen kleinstädtischen Charakter mit zweistöckigen Kaufmannshäusern und anderen Gebäuden aus dem 19. Jahrhundert, wie dem des Mädchenprogymnasiums, bewahrt. Diese werden von der monumentalen, fünfkuppeligen Alexander-Newski-Kathedrale (собор Александра Невского/sobor Alexandra Newskogo) von 1907 überragt. Daneben sind die Dreifaltigkeitskathedrale (Троицкий собор/Troizki sobor) und die Kirche der Ikone der Gottesmutter von Smolensk, kurz Smolensker Kirche (Смоленская церковь/Smolenskaja zerkow) erhalten.
In Obojan gibt es einen Gedenkkomplex für die bei der Schlacht am Kursker Bogen 1943 gefallenen Rotarmisten.

## Wirtschaft und Infrastruktur
In Obojan gibt es ein seit 1947 existierendes Werk für Spanplatten sowie Betriebe der Lebensmittelindustrie.
Die Stadt ist Endpunkt einer 32 Kilometer langen Eisenbahnstrecke, die in Pristen (Station Rschawa) von der Strecke Moskau–Kursk–Charkiw abzweigt (nur Güterverkehr). Diese Strecke wurde bereits 1881 als Schmalspurbahn mit der in Russland seltenen Spurweite von 914 mm eröffnet und 1936 bis 1937 auf Breitspur umgespurt.
Durch Obojan führt die Fernstraße M2 Moskau–Kursk–Belgorod–ukrainische Grenze und weiter nach Charkiw (Teil der Europastraße 105).

## Söhne und Töchter der Stadt
- Wassili Petrow (1761–1834), Physiker und Chemiker
- Jewgeni Klewzow (1929–2003), Radsportler